# Црква Светог Пантелејмона у Сенокосу
Црква Светог Пантелејмона у Сенокосу, насељеном месту на територији  општине Димитровград, православни је храм који припада Епархији нишкој Српске православне цркве.
По усменом предању изградња цркве посвећене Светом Пантелејмону је започета 1853. године, али на другом месту изнад чесме у центру села, када се Баба Суски у „сну јавило” да се црква сагради на садашњем месту. Завршена је 1873. године, а иконостас је завршен 1875. године и дар је Николе Манчова из Берковице. Црква је делимично живописана 1899. године руком Николе Образописова из Самокова. Звоно је на улазу у порту и направљена је у Берковици 1898. године. Храм је почео да прокишњава и да пуцају зидови 1935. године. Камени кров је замењен ћеремидом 1938. године. Године 2003. зидови су повезани металним ужетом.
Дана 4. априла 2004. године почела је обнова, која је завршена 2005. године. Иконостас је обновљен 2010. године. Уметник Мића Митић је отпочео осликавање 2013. године.